# Don Sharpe
Don Sharpe (4 de julho de 1929 — Londres, 13 de novembro de 2004) é um sonoplasta britânico. Venceu o Oscar de melhor edição de som na edição de 1987 por Aliens.